# 다니구치 유스케
다니구치 유스케(일본어: 谷口 裕介, 1995년 8월 11일~)는 일본의 축구 선수이다.

## 구단 경력
그는 2017년 7월 일본 지역 리그의 본즈 이치하라에 입단했다. 2020년 브리오베카 우라야스로 이적했다. 2023년부터 일본 풋볼 리그로 승격했다. 2023년 5월 J3리그의 반라우레 하치노헤로 이적했다.